# عباس رحیمه
عباس رحیمه (عربی: عباس حسين رحيمة المطيري؛ زادهٔ ۱ ژوئیهٔ ۱۹۸۹) بازیکن فوتبال  اهل عراق است.
از باشگاه‌هایی که در آن بازی کرده‌است می‌توان به باشگاه فوتبال الشرطه (عراق)، باشگاه فوتبال نجف، و باشگاه ورزشی الزورا اشاره کرد.
وی همچنین در تیم ملی فوتبال عراق بازی کرده‌است.